# Tandonia nigra
Tandonia nigra е вид коремоного от семейство Milacidae.

## Разпространение
Видът е разпространен в Швейцария.